# Guardie delle province e dei comuni
Le guardie delle province e dei comuni (comunemente identificate come vigili urbani) erano delle figure che svolgevano ruolo ed attività di polizia locale in Italia, cui oggi invece assolvono polizia municipale e polizia provinciale.

## Storia

### Medioevo ed età moderna
Le prime testimonianze dell'esistenza dell'istituto possono rintracciarsi nel medioevo durante l'età comunale, durante il XI secolo in Sardegna con le Compagnie barracellari, che ad oggi rappresentano infatti uno dei più antichi corpi di polizia d'Europa.
In diverse città italiane la vigilanza organizzata dai privati, tali guardie erano a disposizione del magistrato deputato a manetenere l'ordine pubblico, solitamente un capitano militare proveniente dalla milizia cittadina. Nelle comunità medioevali più organizzate ed importanti, le guardie erano costituite in una milizia cittadina strutturata gerarchicamente come una struttura militare, alle dipendenze delle autorità civili. L'istituto delle Compagnie Barracellari in Sardegna, che ha antiche origini giudicali, nel XVII e nel XVIII secolo si presenta, infatti, come una speciale squadra di guardie campestri che si rinnova di anno in anno nell’ambito della comunità rurale o urbana e che in cambio dei contributi versati dagli allevatori e dai coltivatori s’impegna a pattugliare il territorio, a proteggere le attività agricole, a prevenire i reati, a sorvegliare i beni rurali e in particolare a risarcire i danni causati da furti, atti vandalici e sconfinamenti del bestiame che siano rimasti impuniti. Il Regno di Sardegna con la legge 23 ottobre 1859 n. 3702 diede la possibilità ai comuni di dotarsi di proprie guardie, per vigilare sul rispetto dei propri atti normativi con l'autorizzazione dei governatori provinciali.

### L'unità d'Italia

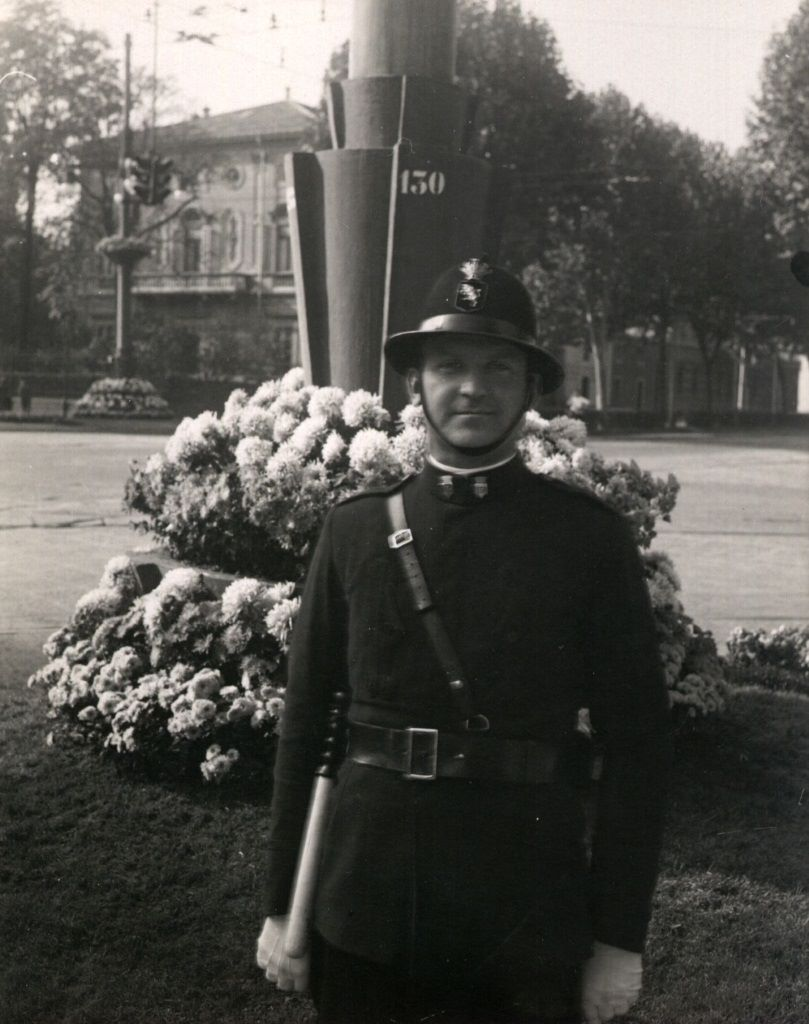
Vigile urbano di Torino della prima metà del 1900

Dopo l'unità d'Italia, la legge 30 giugno 1889, n. 6144, prevedeva il rilascio della licenza di porto d'armi a tassa ridotta alle guardie, distinguendole dagli agenti di pubblica sicurezza alle dipendenze del ministro dell'interno. Nel 1907 Giovanni Giolitti, ministro dell'interno del governo Giolitti III, provvide a regolare la materia col R.D. 31 agosto 1907, n. 690,  dando facoltà ai comuni italiani di poter provvedere alla vigilanza dei regolamenti locali a mezzo proprio personale che doveva essere preventivamente riconosciuto in possesso di titoli e requisiti necessari. Lo stesso art. 44 del TU, R.D. del 18 agosto 1907 n. 690 prevede che con l'autorizzazione del prefetto della provincia, i comuni, gli enti morali ed i privati che ne abbiano interesse, potevano chiedere la nomina di tali guardie per l'espletamento delle attività previste dalla legge; materia poi disciplinata anche dal R.D.L. 26 settembre 1935, n. 1952.

### La legge quadro del 1986 sulla polizia municipale
Con l'approvazione della legge del 7 marzo 1986 n. 65 ("Legge quadro sull'ordinamento della polizia municipale"), le guardie municipali, debbono essere organizzate in Corpi o Servizi costituiti e gestiti dagli enti locali italiani, assumendo la denominazione di polizia municipale. Dal 1986 quindi i comuni e le province non possono più incaricare singole persone, ma possono eventualmente espletare il servizio di polizia locale di loro competenza mediante l'istituzione di corpi appositi.
In occasione dell'approvazione del nuovo codice di procedura penale italiano (il cosiddetto "Codice Vassalli"), nel 1988 è stato pubblicato in Gazzetta Ufficiale un comunicato denominato "Relazioni al progetto preliminare e al testo definitivo del codice di procedura penale, delle disposizioni sul processo penale a carico di imputati minorenni e delle norme per l'adeguamento dell'ordinamento giudiziario al nuovo processo penale ed a quello a carico degli imputati minorenni" .
In tale documento ufficiale emanato dal Ministero di Grazia e Giustizia viene illustrato e spiegato il contenuto degli articoli del nuovo codice ed in particolare, con riguardo all'art. 57 e alle guardie dei comuni, venne precisato che dette figure sono da identificarsi con gli operatori di polizia municipale.

## Disciplina normativa
Storicamente disciplinate dal  R.D. 31 agosto 1907, n. 690, sono da identificarsi con gli attuali operatori di polizia municipale di cui all'art. 5 comma 1 lettera a, prima parte, della più recente legge 7 marzo 1986 n. 65. In particolare detta legge, denominata legge quadro sull'ordinamento della polizia municipale, stabilisce con l'art. 1 che:
Essi dipendono dall'ente locale per il quale prestano servizio (comuni, province, città metropolitane) che ne cura l'organizzazione e provvede all'indicazione dei propri compiti. La loro istituzione ed i requisiti sono disciplinati dall'art. 18 del R.D. 31 agosto 1907, n. 690 - Testo Unico della legge sugli ufficiali ed agenti di pubblica sicurezza, che così cita:
Queste guardie sono singolarmente nominate secondo quanto stabilito dall'art. 43 del R.D. 31 agosto 1907, n. 690 ("Testo Unico della legge sugli ufficiali ed agenti di pubblica sicurezza") se in possesso dei titoli e requisiti indicati dall'art. 4 bis R.D. del 6 maggio 1940 n. 635 (il regolamento d'esecuzione del TULPS). Essi esercitano attività di polizia amministrativa, polizia giudiziaria e di pubblica sicurezza (per quest'ultima qualifica previa nomina, su richiesta del capo dell'amministrazione di appartenenza, da parte del prefetto). Sono inoltre autorizzati a portare senza licenza, le armi di cui sono muniti, nei limiti dei regolamenti previsti dagli enti per i quali operano. Le funzioni di p.g. sono tuttavia esercitate limitatamente all'ambito territoriale dell'ente d'appartenenza mentre le qualifiche di agente di pubblica sicurezza e di polizia stradale sono permanenti.